# Vendegies-au-Bois
Vendegies-au-Bois är en kommun i departementet Nord i regionen Hauts-de-France i norra Frankrike. Kommunen ligger i kantonen Le Quesnoy-Est som tillhör arrondissementet Avesnes-sur-Helpe. År 2022 hade Vendegies-au-Bois 479 invånare.

## Befolkningsutveckling
Antalet invånare i kommunen Vendegies-au-Bois
| Referens: INSEE |